# De Runde (waterschap)
De Runde was een waterschap in de provincie Drenthe, opgericht in 1963 uit de waterschappen Weerdinge, Compascuum, Barger Oostveen, Barger Oosterveld en het veenschap Emmer-Erfscheidenveen.
In 1973 zijn de waterschapsgrenzen gewijzigd als gevolg van de uitvoering van een ruilverkaveling.
In 1974 is het waterschap met het andere waterschap De Monden opgegaan in het nieuwe waterschap De Veenmarken.

## Wapen
De beschrijving van het wapen luidde als volgt:
In Sabel ingebogen, tot de bovenrand van het schild reikende, punt van zilver, beladen met een verlaagde golvende dwarsbalk van keel, waar overheen een steigerende hengst van sabel; ter rechterzijde van de punt een eikentak van vijf bladeren en drie eikels van hetzelfde, ter linkerzijde bezaait met zilveren kogels. Het schild bedekt met een gouden Kroon van drie bladeren en twee paarlen.
De zwarte kleur in het wapen verwijst naar het hoogveen dat er werd gewonnen, de eikentak verwijst naar de eikenbomen die de omgeving rijk is, de rondjes of bezanten verwijzen naar de kogels tijdens gevechten met de Bisschop van Münster (Bommen Berend), rond de Emmerschans. De gegolfde rode dwarsbalk staat voor de Runde en het steigerende paard staat voor de landbouwgronden.